# Хансен, Эрик (шахматист)
Э́рик Ха́нсен (англ. Eric Hansen; род. 24 мая 1992, Ирвайн) — канадский шахматный стример, гроссмейстер (2013). Ведёт канал ChessBrah вместе с Аманом Хэмблтоном на YouTube и Twitch.

## Биография
Родился в Ирвине, Калифорния, но вырос в Калгари, Альберта, имеет гражданство США и Канады.
Учился в школе в Академии Уэббера, где стал играть в школьном шахматном клубе.
В 2015 году Хансен рассказал, что его записали в школу для детей с ограниченными возможностями обучения, а в 2016 году в интервью La Presse сказал, что ему поставили диагноз синдрома дефицита внимания и гиперактивности (СДВГ) в 8 или 9 лет.
Хансен учился в Техасском университете в Далласе с сентября 2011 года по шахматной стипендии, представляя школу на межвузовских турнирах. Он сделал перерыв в учёбе, чтобы полностью посвятить себя шахматам и осенью 2013 года переехал в Валенсию, Испания.

## Карьера
Хансен начал играть в шахматы в 9 лет. В 2008 году он стал самым молодым чемпионом Альберты, после чего получил звание мастера ФИДЕ. Трёхкратный чемпион Альберты (2009, 2011, 2013).
В 2011 году Хансен разделил первое место в закрытом чемпионате Канады с результатом 7,5 очков из 9, но проиграл на стадии плей-офф Батору Самбуеву, который в итоге стал чемпионом. Тем не менее, Хансен получил возможность сыграть на Кубке мира 2011. В первом раунде проиграл обе партии Вугару Гашимову. В интервью 2012 года на 40-й шахматной олимпиаде в Стамбуле Хансен рассказал о своём первом опыте на Кубке мира.
В 2012 году выиграл Открытый чемпионат Канады по шахматам в Виктории, показав лучший результат среди представителей своей страны, позже выполнил первую норму гроссмейстера.
Последнюю норму Хансен выполнил на 40-й шахматной олимпиаде в августе-сентябре 2012 года. Он играл на четвёртой доске и набрал 7,5 очков из 10, достигнув рейтинга 2500 (минимум для звания гроссмейстера). В январе 2013 года ФИДЕ присвоила ему звание.
Хансен разделил 1—5 места на континентальном чемпионате Америки в октябре 2012 года в Мар-дель-Плата, получив возможность выступить на Кубке мира 2013, где проиграл Владимиру Малахову в первом раунде. В декабре 2012 года выиграл 2-й Открытый чемпионат Панамы с результатом 8,5 из 9.
В начале 2013 года разделил первое место на турнире Cappelle-la-Grande Open во Франции. В июле разделил первое место на Открытом чемпионате Канады в Оттаве с Найджелом Шортом, оба набрали 7,5 из 9.
На зональном чемпионате Канады 2015 года Хансен разделил первое место с Леонидом Гержой и Томасом Крнаном.
В онлайн-турнире Airthings Masters в феврале 2022 года Хансен, победив Магнуса Карлсена и Яна Непомнящего в предварительных раундах, вышел в плей-офф.

## Онлайн-шахматы
Хансен преимущественно играет в блиц и пулю, как за реальной доской, так и онлайн. Он играл на Internet Chess Club (ICC), Chess.com, ChessCube, PlayChess.com и lichess.org. В течение 2011 года был игроком с самым высоким рейтингом (3000+) на ChessCube.com.
В апреле 2012 года он стал самым высокорейтинговым игроком на Chess.com. Впоследствии прошёл квалификацию и принял участие в Death-Match 4 против тогдашнего международного мастера Конрада Холта, имевшего самый высокий рейтинг в блице. Хансен проиграл ему со счётом 11—15.
Хансен — главный ведущий шахматного канала «ChessBrah» на YouTube и Twitch вместе с гроссмейстером Аманом Хэмблтоном. На канале время от времени появляются другие «brahs» (друзья), большинство из которых являются титулованными игроками. Среди гроссмейстеров — Яссер Сейраван, Робин ван Кампен, Арьян Тари и иногда Магнус Карлсен. Среди международных мастеров — Элиас Усседик, Омид Малек, Эрик Курц и Лефонг Хуа.
В апреле 2021 года канал ChessBrah на YouTube получил предупреждение от Хикару Накамуры. Во время трансляции турнирной партии Хансен предложил ничью, а Накамура не согласился, после чего Хансен подумал, что Накамура хочет победить. Позже Накамура сам предложил ничью и, ожидая, пока Хансен примет его предложение, просрочил время и сразу же обвинил соперника в плохом спортивном поведении. Хансен раскритиковал его за неподобающее поведение в прошлом и вскоре Накамура публично извинился.